# Alnavar
Alnavar là một thị xã panchayat của quận Dharwad thuộc bang Karnataka, Ấn Độ.

## Địa lý
Alnavar có vị trí 15°26′B 74°44′Đ / 15,43°B 74,73°Đ Nó có độ cao trung bình là 563 mét (1847 feet).

## Nhân khẩu
Theo điều tra dân số năm 2001 của Ấn Độ, Alnavar có dân số 16.286 người. Phái nam chiếm 51% tổng số dân và phái nữ chiếm 49%. Alnavar có tỷ lệ 67% biết đọc biết viết, cao hơn tỷ lệ trung bình toàn quốc là 59,5%: tỷ lệ cho phái nam là 75%, và tỷ lệ cho phái nữ là 60%. Tại Alnavar, 13% dân số nhỏ hơn 6 tuổi.